# Ciprus az 1980. évi téli olimpiai játékokon
Ciprus az egyesült államokbeli Lake Placidben megrendezett 1980. évi téli olimpiai játékok egyik részt vevő nemzete volt. Az országot az olimpián 1 sportágban 3 sportoló képviselte, akik érmet nem szereztek. Ciprus először vett részt a téli olimpiai játékokon.

## Alpesisí
Férfi
| Versenyző             | Versenyszám      | 1. futam | 1. futam | 2. futam | 2. futam | Összesítés | Összesítés |
| Versenyző             | Versenyszám      | Idő      | Hely.    | Idő      | Hely.    | Idő        | Helyezés   |
| --------------------- | ---------------- | -------- | -------- | -------- | -------- | ---------- | ---------- |
| Andréasz Pilavákisz   | Műlesiklás       | 1:30,64  | 42.      | 1:23,78  | 37.      | 2:54,42    | 37.        |
| Andréasz Pilavákisz   | Óriás-műlesiklás | 1:44,92  | 62.      | kizárták | kizárták | kiesett    | kiesett    |
| Fílipposz Xenofóndosz | Műlesiklás       | 1:25,19  | 41.      | 1:18,97  | 36.      | 2:44,16    | 36.        |
| Fílipposz Xenofóndosz | Óriás-műlesiklás | 1:49,52  | 63.      | 1:48,57  | 53.      | 3:38,09    | 54.        |

Női
| Versenyző        | Versenyszám      | 1. futam      | 1. futam      | 2. futam | 2. futam | Összesítés | Összesítés |
| Versenyző        | Versenyszám      | Idő           | Hely.         | Idő      | Hely.    | Idő        | Helyezés   |
| ---------------- | ---------------- | ------------- | ------------- | -------- | -------- | ---------- | ---------- |
| Lína Arisztodímu | Műlesiklás       | nem ért célba | nem ért célba | kiesett  | kiesett  | kiesett    | kiesett    |
| Lína Arisztodímu | Óriás-műlesiklás | 1:39,78       | 40.           | 1:57,07  | 33.      | 3:36,85    | 33.        |